# Rhododendron 'Don Quichotte'
Rhododendron 'Don Quichotte' er en sort af Haveazalea med svagt rosa blomster, der har et stort orangefarvet øje. 

## Beskrivelse
'Don Quichotte' blomstrer i slutningen af maj – begyndelsen af juni. Den har en middelkraftig, opret vækst og er efter 10 år ca. 120 cm høj. Planten er hårdfør.